# Kedungmaling
Kedungmaling is een bestuurslaag in het regentschap Mojokerto van de provincie Oost-Java, Indonesië. Kedungmaling telt 7108 inwoners (volkstelling 2010).